# Anita West
Anita West (n. 1935) é uma atriz e ex-apresentadora de televisão britânica, mais conhecida por ser a terceira apresentadora do programa infantil da BBC Blue Peter, no ano de 1962. Após sair do programa, teve aparições nas séries de TV Space 1999, Crossroads e Lovejoy.